# Käyrästunturi
Käyrästunturi är en kulle i Finland. Den ligger i Rovaniemi i landskapet Lappland, i den norra delen av landet, 800 km norr om huvudstaden Helsingfors. Toppen på Käyrästunturi är 345 meter över havet.
Terrängen runt Käyrästunturi är huvudsakligen platt. Käyrästunturi är den högsta punkten i trakten. Runt Käyrästunturi är det mycket glesbefolkat, med 2 invånare per kvadratkilometer.